# 遠足

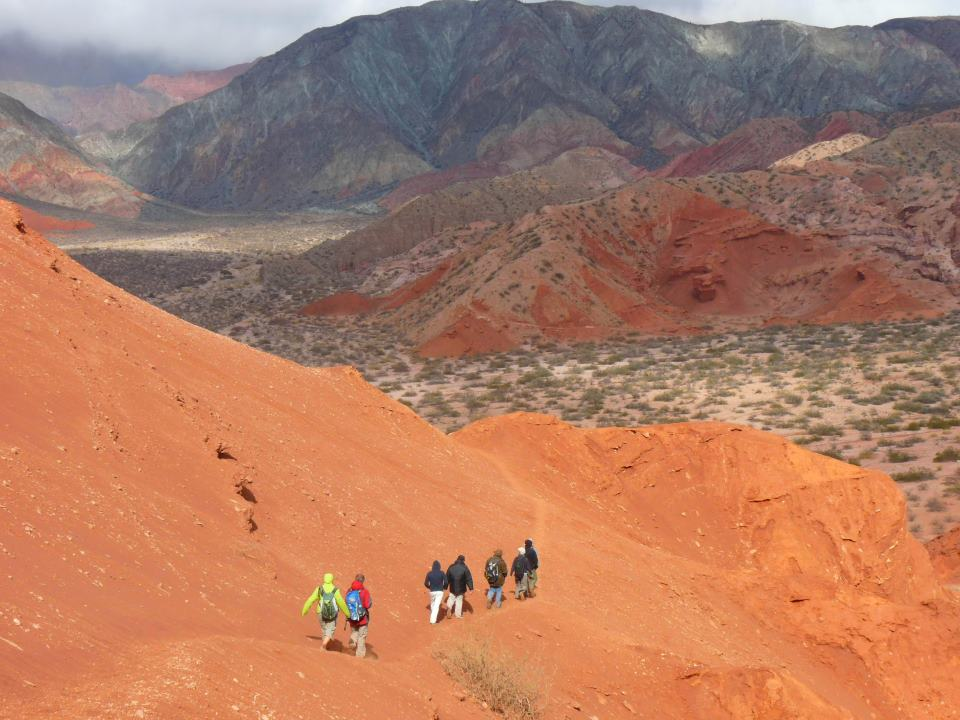
徒步阿根廷

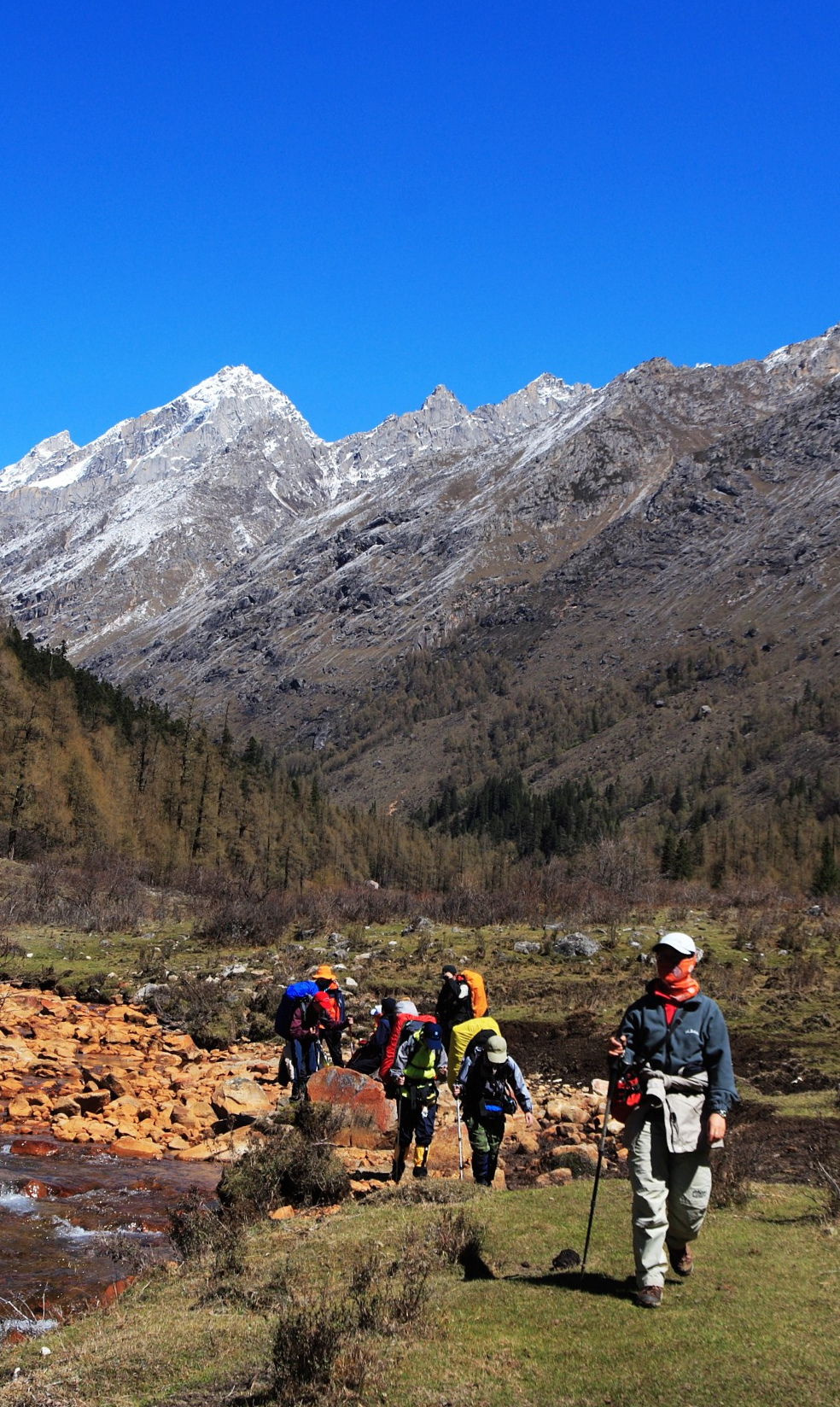
几个驴友正在徒步穿越四姑娘山长坪沟

徒步亦稱遠足、行山或是健行（英語：Hiking），并不是通常意义上的散步，也不是体育竞赛中的竞走项目，而是指有目的地在郊区、农村的小徑或者山野间的山径进行中长距离的走路锻炼，徒步也是户外运动中最为典型和最为普遍的一种。由于短距离徒步活动比较简单，不需要太讲究技巧和装备，经常也被认为是一种休闲的活动。

## 分类
- 徒步，根据穿越区域的不同，可以分为城郊、乡村、山地、丛林、沙漠荒原、雪原冰川、峡谷、平原、山岭、长城、古道、草地、环湖、江河等很多分类徒步。但是徒步在大多数情况下是在城郊和乡村间进行。
- 根据距离的不同，通常15公里内的称为短距离徒步，15至30公里的称为中距离徒步，30公里以上的成为长距离徒步（長距離遠足徑）。

## 装备
必备用品：
- 指南針
- 地圖
- 電話
- 電筒、頭燈
- 背包
- 快乾衣物
- 徒步鞋、靴
- 防晒用品，帽、墨镜
- 個人药品，例如：药油、跌打药、止血贴、胃药或个别特效药物
- 防蚊液
- 急救包
- 食品、饮用水
- 充足的糧、水

其他用品：
- 登山杖
- 毛巾
- 后备衣物
- 雨衣、雨具
- 防身器械（视途经区域环境安全程度而定）
- 防水袋。

## 技巧
徒步者在进行中长距离的徒步活动时候，通常需要穿专门的徒步鞋以保护脚底，部分强调体能训练的徒步活动还要求徒步者负重10至15公斤的物质。
徒步爱好者和其他户外运动爱好者一样，也被称为“驴友”。
袜子应选择厚实的棉袜，长途跋涉的话应带两双。

## 各地情況
在香港，單獨行山人士遇事的個案室近年有上升的趨勢，部分充滿自信心的登山者忽視安全重要，恃着自己有一定的經驗，而不配備指南針及地圖等基本裝備，在入夜後容易因為失去了方向感而迷路。民眾安全服務隊建議市民在出發前作好準備，遠足時切忌獨行，應該結伴同行，互相照應。
中华人民共和國热门徒步路線为編号G318，起點為上海人民廣場，一般終點設為西藏拉薩，但可申請進入后藏至尼泊爾邊境。
台灣门路線环台灣本島。